# Zentsūji
Zentsūji (japanisch 善通寺市, -shi) ist eine Stadt in der japanischen Präfektur Kagawa. Die Gemeinde ist nach dem gleichnamigen buddhistischen Tempel benannt.

## Übersicht
Zentsūji ist der Geburtsort des buddhistischen Priesters Kūkai, Gründer der Shingon-Richtung des Buddhismus und entwickelte sich als Tempelstadt. Seit 1896 bis zum Ende des Zweiten Weltkriegs befand sich in Zentsūji eine Basis der japanischen Armee.

## Sehenswürdigkeiten

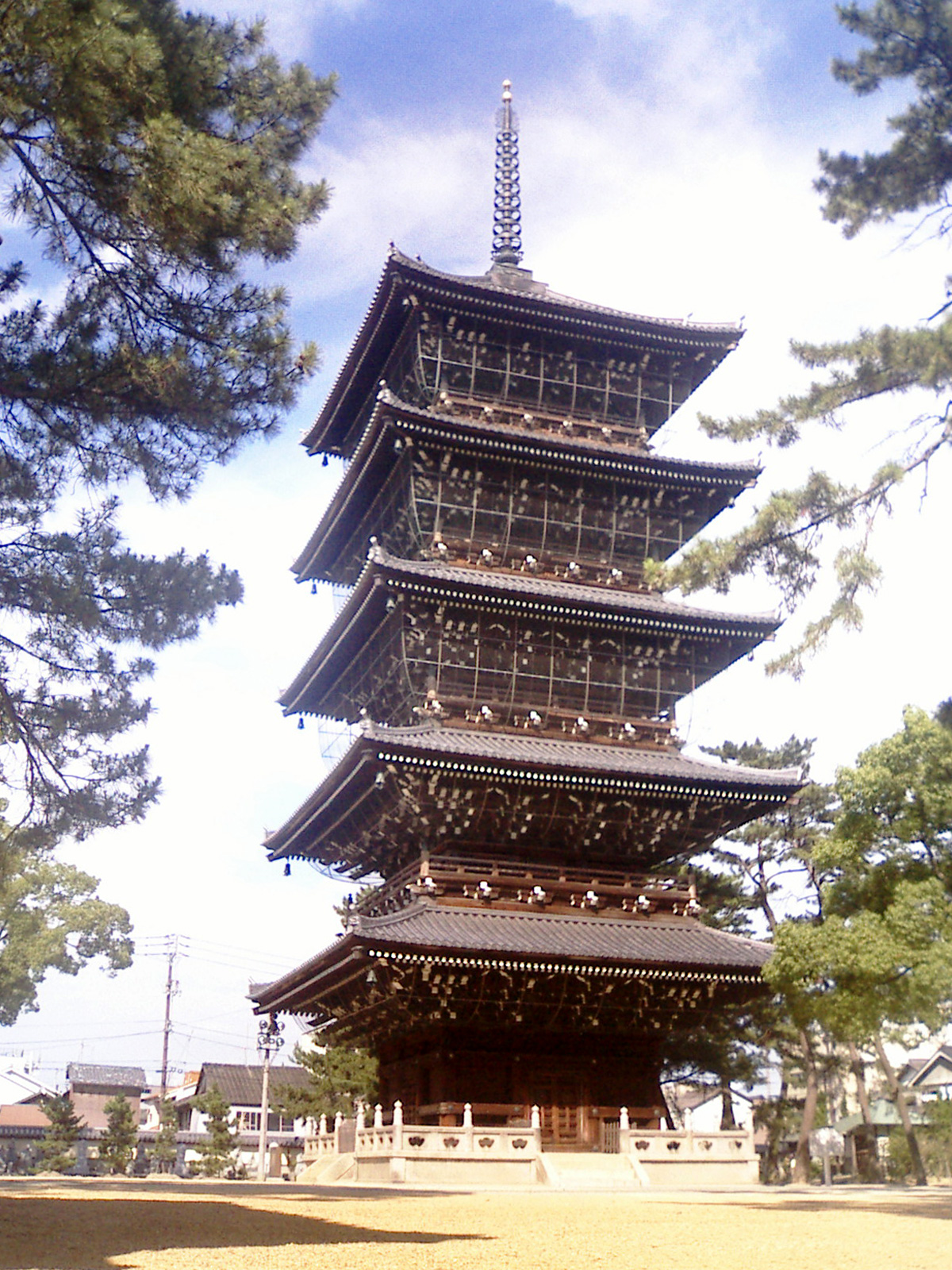
Fünfstöckige Pagode des Zentsū-ji

- Tempel des Shikoku-Pilgerwegs:
  - Mandara-ji
  - Shusshaka-ji
  - Kōyama-ji
  - Zentsū-ji
  - Konzō-ji

## Verkehr
- Zug:
  - JR Dosan-Linie
- Straße:
  - Takamatsu-Autobahn
  - Nationalstraße 11: nach Tokushima und Matsuyama
  - Nationalstraße 319

## Söhne und Töchter der Stadt
- Kūkai (774–835), Gründer des Shingon-Buddhismus

## Angrenzende Städte und Gemeinden
- Marugame
- Mitoyo
- Mannō
- Tadotsu
- Kotohira